# 76-мм танковая пушка образца 1941 года (ЗИС-5)
ЗИС-5 — 76-мм танковая пушка, разработанная в 1940-1941 годах КБ В. Г. Грабина для замены пушки Ф-32 в серийных танках КВ-1.

## История разработки
Директива НКВ №164сс от 14 июня 1940 года предусматривала создание новой танковой пушки с баллистикой зенитного орудия образца 1931 года (с начальной скоростью бронебойного снаряда 813 м/с), предназначенной для вооружения серийных экземпляров КВ-1. Начало разработки задержалось до осени 1940 года в связи с работами по устранению недостатков пушек Ф-32 и Ф-34. В основу проекта была положена незавершённая разработка танковой пушки Ф-27.

Таким же методом была создана ещё одна танковая пушка на базе Ф-34 и Ф-22 УСВ. При этом использовали без изменений 63,5 процента деталей от Ф-34 и 4 процента — от Ф-22 УСВ. Новой 76-миллиметровой пушке, предназначенной для танка КВ-1, присвоили заводской индекс ЗИС-5. Конструкторы в содружестве с технологами и производственниками создали этот образец в самые короткие сроки, хотя встретились существенные трудности: для новой системы необходимо было спроектировать оригинальную люльку. Борис Геннадиевич Ласман успешно справился с этой работой.

ЗИС-5 установили в танк КВ-1 вместо стоявшей там Ф-32 Испытания показали, что новая конструкция надёжна и безотказна в работе.— Грабин В.Г. Оружие победы

## Обозначение
В связи с присвоением буквенных индексов машиностроительным производствам в 30-х гг. в СССР, изделия этих производств имели наименования с этими буквенными индексами. Союзный машиностроительный завод «Новое Сормово» (г. Нижний Новгород) имел индекс «Ф». Изделия этого завода в названии имели букву «Ф» — Ф-22, Ф-34 и т. д. После переименования завода в начале 40-х в «Завод имени Сталина» изделия получили новое обозначение «ЗИС» — ЗИС-2, ЗИС-3, ЗИС-5 и т. д.

## Производство
Серийное производство ЗИС-5 велось на заводе № 92: за 1941 год изготовили 544 орудия, за 1942 — 2476, за 1943 — 649. Всего изготовлено 3669 орудий.

## Варианты

### Ф-96
В декабре 1941 года КБ завода № 92 разработало установку орудия ЗИС-5 в танк «Матильда». Орудие под индексом ЗИС-96 было принято на вооружение, но план выпуска 100 пушек в течение 1-го квартала 1942 года заводом № 9 выполнен не был (выпущено 42 Ф-96). О дальнейшем производстве орудий ЗИС-96 данных не найдено.

## Бронепробиваемость
Таблица бронепробиваемости для 76-мм танковой пушки ЗИС-5.
- Начальное пробитие (НП) означает, что 20% осколков снаряда оказались за пробитым бронелистом.
- Гарантированное пробитие (ГП) означает, что 80% осколков снаряда оказались за пробитым бронелистом.
- Нач. скорость ББ снаряда - 680 м/с.

| Боеприпас | Угол | Дистанция, м | Дистанция, м | Дистанция, м | Дистанция, м | Дистанция, м | Дистанция, м | Дистанция, м | Дистанция, м | Дистанция, м | Дистанция, м |
| Боеприпас | Угол | 100          | 100          | 300          | 300          | 500          | 500          | 1000         | 1000         | 1500         | 1500         |
| Боеприпас | Угол | НП           | ГП           | НП           | ГП           | НП           | ГП           | НП           | ГП           | НП           | ГП           |
| БР-350A   | 60°  | 86           | 69           | 79           | 63           | 70           | 59           | 63           | 50           | 52           | 43           |
| БР-350A   | 90°  | 89           | 80           | 84           | 76           | 78           | 70           | 73           | 63           | 65           | 58           |
| БР-350Б   | 60°  | 89           | 74           | 82           | 69           | 76           | 62           | 71           | 55           | 55           | 48           |
| БР-350Б   | 90°  | 94           | 86           | 90           | 81           | 84           | 75           | 78           | 68           | 69           | 62           |
| БР-350П   | 60°  | н/д          | 92           | н/д          | 87           | н/д          | 77           | н/д          | н/д          | н/д          | н/д          |
| БР-350П   | 90°  | н/д          | 102          | н/д          | 98           | н/д          | 92           | н/д          | н/д          | н/д          | н/д          |